# Frérot (chanson)
Pour les articles homonymes, voir Frérot.
Singles de Black M
Comme moi
(2017) Le plus fort du monde
(2018)
Frérot est une chanson du chanteur français Black M en duo avec Soprano sortie le 28 octobre 2016.

## Classements et certifications

### Classements hebdomadaires
| Classements (2017)              | Meilleure position |
| ------------------------------- | ------------------ |
| France (SNEP)                   | 110                |
| Belgique (Wallonie Ultratip 50) | 3                  |

### Certification
| Région                                                                                                 | Certification | Ventes/Streams |
| --- | ------------- | -------------- |
| France (SNEP)                                                                                          | Or            | 15 000 000*    |
| *Ventes selon la certification ^Mise en rayon selon la certification xNon précisé par la certification |               |                |